# Stellifer microps
Stellifer microps är en fiskart som först beskrevs av Steindachner, 1864.  Stellifer microps ingår i släktet Stellifer och familjen havsgösfiskar. Inga underarter finns listade i Catalogue of Life.